# Horloge biologique et diabète de type II
Les organismes vivants ont tous évolué sous la pression de leur environnement. Étant, pour la plupart, exposés à un rythme jour-nuit de 24 heures, ils ont développé des comportements périodiques. Nombre de ces rythmes biologiques ont une origine moléculaire et sont contrôlés par une horloge circadienne interne. Cette horloge permet la dissociation temporelle des flux métaboliques, et ainsi le maintien d’un équilibre homéostatique ,. 
Une perturbation de cette horloge endogène peut augmenter le risque de maladies métaboliques, telles que le diabète de type 2. Dans les pays industrialisés, le mode de vie des citoyens tend à perturber le cycle circadien de plusieurs manières: réduction du temps de sommeil, augmentation du travail de nuit, décalages horaires et également mauvaises habitudes d'alimentation.

## Mécanismes de régulation de l’horloge circadienne chez les mammifères
Chez les mammifères, l’horloge circadienne principale réside dans le noyau suprachiasmatique (NCS), situé à la base de l'hypothalamus. Le fonctionnement de cette horloge circadienne suit une boucle de rétroaction négative. Des horloges périphériques permettant des contrôles plus locaux sont situées dans différents tissus.
La partie positive de cette rétroaction est contrôlée tout d’abord par la protéine CLOCK. Celle-ci se lie à la protéine BMAL1, formant un hétérodimère qui active la transcription des gènes per et cry. Dans le cytoplasme, les protéines PER sont dégradées si elles ne s’associent pas à d’autres protéines PER ou CRY.
La partie négative de la rétroaction est contrôlée par les protéines CRY et PER. Lorsque les protéines CRY interagissent avec les protéines PER, elles trans-localisent ces dernières dans le noyau afin d’inhiber la transcription de CLOCK-BMAL1 empêchant leur propre expression (des protéines PER et CRY). La protéine Reverbα joue aussi un rôle de régulation négative en réprimant la transcription de bmal1.

## Mise en évidence du contrôle de l'homéostasie du glucose par l'horloge
Dans les tissus de l’organisme, de nombreuses fonctions physiologiques suivent des rythmes circadiens. Par exemple, la sensibilité à l’insuline, la tolérance au glucose, l’expression d’enzymes impliquées dans la glycolyse et la gluconéogenèse, la synthèse d’insuline, et la synthèse de glucagon. Cela tend à supposer l’existence d’un contrôle de l’homéostasie du glucose par notre horloge endogène.
Des expériences de délétion des principaux gènes de l’horloge vont également dans ce sens : en effet, des chercheurs ont créé des souris KO pour lesquelles le gène clock est inactivé. Ils ont observé qu'en plus d’avoir un rythme circadien perturbé, elles présentent les symptômes du syndrome métabolique accroissant le risque de diabète de type 2 : hyperglycémie chronique, obésité, une hyperléptinémie, une hypertriglycéridémie et un rythme de prise alimentaire altéré. Elles ont tendance à prendre du poids plus facilement lorsqu’elles sont nourries avec un régime riche en graisse, avec une prise de masse maigre très inférieure à celle des souris sauvages .
Des résultats semblables ont été trouvés lorsque d'autres gènes de l’horloge ont été inactivés. En effet, les souris dont le gène bmal1 a été inactivé sont plus sujettes à l’obésité, la myopathie, et leur métabolisme du glucose est altéré. Même pour les composants de l’horloge que l’on croyait jusqu’ici secondaires, comme Reverbα et Reverв, les mutants par délétions présentent des perturbations métaboliques graves.
Il existe un polymorphisme des gènes de l’horloge qui favorise un faible indice de masse corporelle et qui protège du diabète. Cependant, d’autres polymorphismes nucléotidiques dans cry et dans clock sont associés à l’effet inverse. Notons que le syndrome métabolique n'apparaît toutefois qu’avec un régime riche en graisse. Il existerait donc des prédispositions pour le diabète liées aux différents allèles des gènes de l’horloge.
Pour mieux saisir l’influence de l’horloge endogène sur le développement du diabète, des chercheurs ont effectué des expériences de délétion ciblée dans les tissus et organes impliqués dans l’homéostasie du glucose, déterminant ainsi le rôle des horloges périphériques. Le pancréas présente un intérêt particulier puisqu’il est le lieu de synthèse de l’insuline, seule hormone hypoglycémiante de l’organisme. D’ailleurs, il a été montré que de nombreux gènes liés à l’exocytose de l’insuline ont un rythme d’expression circadien. D’autre part, des cultures isolées de cellules bêta des îlots de Langerhans du pancréas ont montré que ces cellules conservent leur rythme endogène in vitro. Cela démontre l'existence d’une horloge périphérique qui leur est propre. Ainsi, les cellules mutées pour clock ont une rythmicité nettement altérée. Par ailleurs, les individus dont les cellules bêta sont KO pour bmal1 présentent un diabète de type II sévère. Il a été montré que les îlots de Langerhans du pancréas ont une masse, une densité et une surface plus élevée chez les souris sauvages nourries avec un régime riche en graisse. Or, on n’observe pas cette adaptation chez les mutants pour bmal1 et clock. Leurs cellules bêta sont moins prolifératives, occupent une surface moins importante et présentent une plus forte apoptose,. Des chercheurs ont essayé de déterminer si les symptômes observés sont dus à la résistance à l’insuline ou à un défaut de sécrétion de celle-ci. Les expériences d’induction par le sucre de l’insuline révèlent que les cellules bêta isolées mutées larguent 60 % d’insuline en moins que leurs homologues sauvages. Cela montre avant tout un défaut de sécrétion d’insuline dans les cellules arythmiques. Pour corroborer ces résultats, la même étude montre qu’il n’y a pas de différence significative dans la quantité de transcrits d'ARNm de l’insuline chez les types sauvages et mutés.
Des expériences de perte de fonction similaires ont été effectuées dans le foie : ici aussi, les enzymes impliquées dans le métabolisme du glucose varient de manière circadienne, notamment la phosphoénolpyruvate carboxykinase, primordiale dans la gluconéogenèse. Il n’est donc pas surprenant de constater qu’une perte de fonction spécifique de bmal1 dans le foie des souris entraîne une hypoglycémie à jeun.

## Influence des facteurs exogènes sur l'horloge
Si des perturbations de notre horloge endogène peuvent avoir des effets délétères sur l’homéostasie du glucose, de nombreux facteurs environnementaux peuvent conduire à des perturbations graves du rythme circadien et donc du métabolisme, en particulier l’alimentation. En effet, si les horloges périphériques de l’organisme sont synchronisées par le SCN (et donc par la lumière), l’alimentation joue un rôle tout aussi importants pour les organes impliqués dans le métabolisme, notamment via l'enzyme AMPK. Lorsque le rapport AMP/ATP est élevé dans le foie (comme en période de jeûne) cette enzyme est activée par l’AMP. Elle va alors inhiber les voies coûteuses en ATP (lipogenèse, synthèse de cholestérol, etc.) et activer les voies oxydatives qui en produisent, permettant ainsi cette dissociation temporelle des voies métaboliques antagonistes. Mais l’AMPK a également une influence sur l’horloge : en phosphorylant la protéine CRY, elle déstabilise le complexe PER/CRY entraînant une avance de phase. On comprend alors facilement comment l’apport énergétique ainsi qu’une prise alimentaire irrégulière peuvent influencer notre horloge. 
L'apport énergétique ne fait pas tout, et de nombreuses études montrent que la qualité des aliments joue aussi un rôle important. Des expériences menées sur le rat ont montré qu’un régime riche en graisse réduisait l’amplitude d’expression de certains gènes de l’horloge circadienne. Ces rats présentaient des avances de phase des rythmes d’activité, de température et de prise alimentaire.
Cependant l’alimentation est loin d’être le seul facteur perturbateur de notre environnement. Des données cliniques révèlent qu’une réduction du temps de sommeil, même passagère, augmente la sensation de faim, la résistance à l’insuline et peut conduire à terme à l’installation du diabète de type II. L’exposition à la lumière bleue des écrans et de certains éclairages artificiels en soirée perturbent le rythme circadien en baissant la somnolence et en augmentant le niveau de vigilance. Le temps passé exposé à des écrans semble être corrélé avec l’augmentation de troubles tels le diabète et l’obésité à cause, entre autres, de la perturbation du rythme circadien. De plus, la désynchronisation des rythmes due à des décalages horaires favoriserait l’hyperinsulinémie et l’hyperglycémie. Enfin, le travail de nuit est également un facteur associé au développement du syndrome métabolique, et donc du diabète de type II. Les maladies cardiovasculaires et l’obésité ont été observés avec une incidence plus importante chez les travailleurs de nuit pour qui les rythmes sont constamment perturbés.

## Traitement du diabète type II en lien avec l'horloge
Il existe des traitements pour les diabétiques considérant le fonctionnement de l’horloge biologique. La metformine en est un exemple : en bloquant le premier complexe de la chaîne respiratoire, elle entraîne une diminution d’ATP, d’où une augmentation du rapport AMP/ATP, ce qui mime une carence énergétique. L’AMP va alors inhiber la fructose 1,6 bisphosphatase (enzyme clé de la gluconéogenèse) et activer l’AMPK, qui favorise la béta-oxydation des acides gras et, ce qui diminue la stéatose hépatique, rétablit la sensibilité à l’insuline et abaisse la glycémie,. Ainsi, la metformine provoque des avances de phase chez des patients, notamment dans le foie, mais provoque des retards de phase dans les muscles. D’ailleurs, des expériences sur des souris saines traitées à la metformine ont provoqué des avances de phase de presque trois heures.